# پوپول ووه (گروه موسیقی)
پوپول ووه (آلمانی: Popol Vuh) یا به زبان کیچه‌ای مدرن پوپول ووج، گروه موسیقی آوانگارد آلمانی بود که سال ۱۹۶۹ تشکیل شد و عمدتاً در سبک‌های الکترونیک، کراوت راک و پراگرسیو راک فعالیت داشت. این گروه نامش را از پوپول ووه گرفته بود که مجموعه‌ای از روایات و متون اسطوره‌ای-تاریخی، مربوط به پادشاهی کیچه در ارتفاعات غرب گواتمالا مربوط به دوران پساکلاسیک است.
پوپول ووه پس از بیش از سه دهه فعالیت با مرگ فلوریان فریکه بنیانگذار گروه در سال ۲۰۰۱ از هم پاشید.